# Motore a impulso
Il motore a impulso è una tipologia di propulsore immaginaria dell'universo di Star Trek. Viene utilizzato dalle navette e dalle astronavi per movimenti limitati o in situazioni in cui i più potenti motori a curvatura non possano essere utilizzati o non siano disponibili.

## Descrizione
I motori a impulso della Flotta Stellare utilizzano una tecnologia meno avanzata rispetto ai motori a curvatura; sfruttano infatti il principio della fusione nucleare. I motori a impulso muovono la nave a velocità subluce; in condizioni normali la velocità a pieno impulso corrisponde circa a 0,25c; pur potendo ottenere una velocità maggiore, viene mantenuto questo limite per evitare effetti relativistici. La propulsione a impulso è molto utilizzata nei viaggi all'interno dei sistemi solari o in particolari regioni spaziali come ammassi neri e nebulose che rendono impossibile la formazione di un campo di curvatura. A causa della natura dell'energia rilasciata durante il processo di fusione, il motore a impulso necessita di una manutenzione superiore rispetto al sistema a curvatura.

### Componenti principali
Ogni motore è composto da una camera di reazione a impulso, un generatore/acceleratore, un direzionatore del getto di scarico vettorizzato e un gruppo di bobine motrici; per imprimere alle navi stellari più grandi la giusta accelerazione, è necessario impiegare una bobina motrice di compattazione spaziotemporale a fusione in aggiunta al motore a impulso, in quanto un semplice elemento motore a reazione newtoniana non sarebbe sufficiente.

### Funzionamento
Il deuterio viene introdotto nella camera di reazione a impulso (una sfera del diametro di 6 metri), dove avviene una reazione di fusione standard. Il plasma, dopo aver subito un aumento della velocità, passa dalla camera di reazione a impulso nel gruppo di bobine motrici. Dal gruppo di bobine motrici, il gas di scarico viene espulso attraverso il direzionatore vettorizzato del getto di scarico, che permette di controllare la direzione in cui i motori a impulso spingono la nave.